# Synoikia

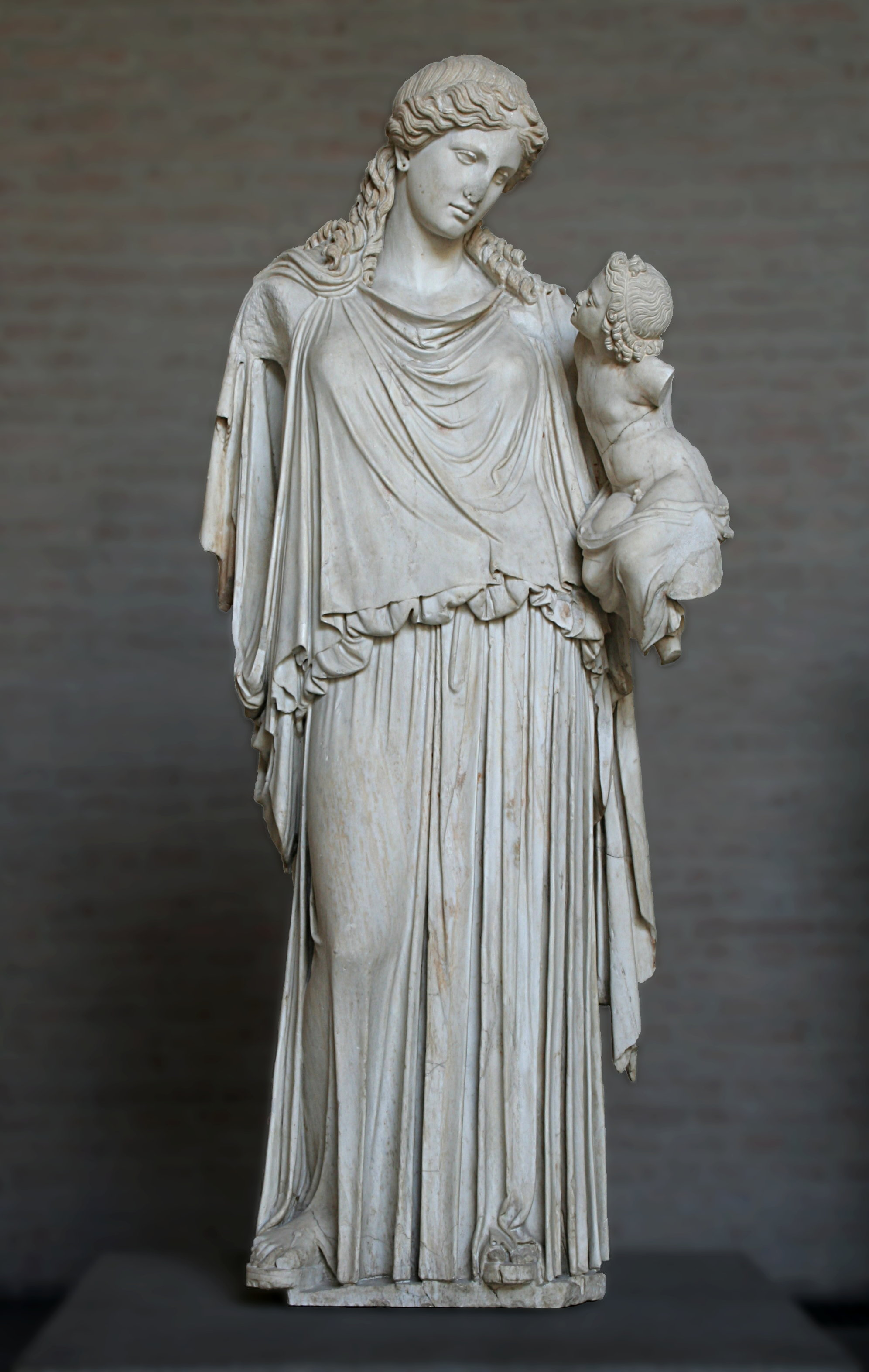
Statue der Eirene nach Kephisodotos

Die Synoikia (altgriechisch Συνοίκια) waren im antiken Athen ein jährliches Fest zu Ehren der Stadtgöttin Athene, das später um die Verehrung der Friedensgöttin Eirene erweitert wurde.
Das Fest wurde am 16. Hekatombaion gefeiert, es sollte die Erinnerung an den vom Heroen Theseus herbeigeführten Synoikismos wachhalten. Dem Mythos nach überzeugte Theseus die zwölf um Athen liegenden, miteinander rivalisierenden  Trittyes, ihre Eigenständigkeit aufzugeben und sich Athen anzuschließen, wodurch Frieden in Attika einkehrte. Das Fest fand auf der Akropolis statt, wo ein vom Demos Skambonidai gestiftetes Tieropfer stattfand. Das Fleisch des Opfers wurde daraufhin roh verkauft. Das Fest lässt sich sicher bis 508 v. Chr. rückdatieren.
Mit dem Fest war zur Feier des allgemeinen Friedens ein Opfer an die Eirene verbunden, das von den Strategoi der Stadt gestiftet wurde. Das Opfer wurde nach 374 v. Chr. eingeführt, als Athen nach der erfolgreichen Seeschlacht des Timotheos Frieden mit Sparta schloss. Um diese Zeit wurde auch die von Kephisodotos geschaffene Statue der Eirene auf der Akropolis aufgestellt.
Erika Simon weist darauf hin, dass als Schutzgöttin des Theseus Aphrodite angesehen wurde, deren Fest Aphrodisia am 4. Hekatombaion gefeiert wurde. Sie wurde dabei als Aphrodite Pandemos, also als „Aphrodite der vereinten Demen“ verehrt. Das im Reichen Stil häufige Auftauchen der Aphrodite Pandemos und ihrer Begleiterin Peitho, die auch als Göttin der Überredungskunst in politischen Fragen gilt, deutet trotz fehlender schriftlicher Quellen auf eine kultische Beteiligung Aphrodites beim Erinnerungsfest an den Synoikismos hin.